# Евангелос Коскинас
Евангелос Коскинас (Драпецона, 10. мај 1959) грчки је пливач. Такмичио се на три догађаја на ЛОИ 1980.